# Laleh (album)
Laleh è il primo eponimo album in studio della cantautrice iraniana-svedese Laleh, pubblicato nel 2005.

## Tracce
1. Invisible (My Song) – 4:18
2. Live Tomorrow – 3:37
3. Forgive But Not Forget – 3:11
4. Interlude – 1:10
5. Hame Baham – 3:46
6. Bostadsansökan – 3:38
7. Kom Tilda – 4:09
8. Storebror – 4:04
9. Tell Me – 3:43
10. Salvation – 4:11
11. How Wrong – 3:39
12. Han tuggar kex – 3:35
13. Der yek gooshe – 3:24
14. Hide Away – 3:53